# Башсельмаш (футбольный клуб)
«Башсельмаш» — советский и российский футбольный клуб из Нефтекамска. Основан в 1988 году на заводе «Башсельмаш» (ныне ООО «Башсельмаш-Агро»). Расформирован в 1992 году из-за финансовых проблем.

## История
В 1988 году футбольный клуб «Башсельмаш» стал чемпионом Башкирской АССР. В 1989 году команда участвовала в чемпионате РСФСР среди КФК в 3 зоне (Урал), в которой заняла второе место из десяти. Следующие два года «Башсельмаш» выступал во второй низшей лиге чемпионата СССР в 7-й Республиканской зоне. В 1990 году клуб занял 14-е место из 17, а в 1991 году — 19-е место из 22 (тренер Владимир Соловьёв).
В 1992 году была заявлена в сетку Кубка России 1992/93 на стадии 1/512 финала, но в связи со снятием клуба с чемпионата была исключена из розыгрыша, команда отказалась от участия в чемпионатах из-за финансовых проблем. Через несколько дней Футбольный клуб «Башсельмаш» был расформирован.

## Достижения
- В третьей лиге СССР — 14 место (в зональном турнире третьей лиги 1990 год).
- Чемпион Башкирской АССР (1988).